# Kowloon City

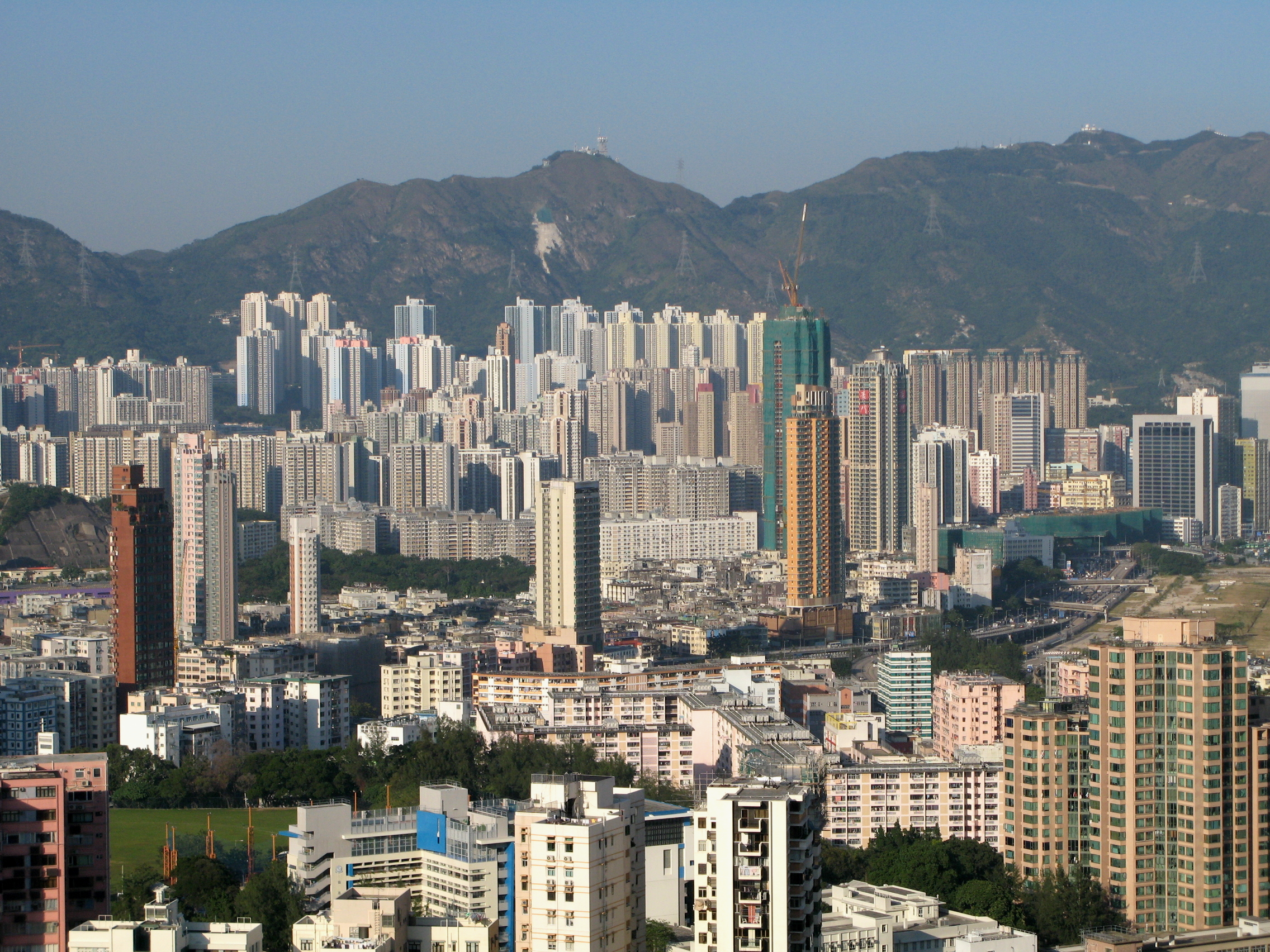
Kowloon City im Jahr 2008

Kowloon City (chinesisch 九龍城 / 九龙城, Pinyin Jiǔlóng Chéng, Jyutping Gau2lung4 Sing4) ist ein dicht besiedelter Stadtteil Hongkongs im gleichnamigen Distrikt Kowloon City von Kowloon.
In dem heutigen Stadtteil Kowloon City lag früher die Kowloon Walled City, ein extrem dicht bevölkerter Häuserblock mit einem grob rechteckigen Grundriss von 210 Meter Länge und 120 Meter Breite. Die Gebäude wurden zwischen 1993 und 1994 vor allem wegen der inakzeptablen sanitären Situation abgerissen. Einige Gebäude blieben erhalten, etwa das South Gate oder das Yamen. Auf dem Gelände der ehemals ummauerten Stadt eröffnete im Dezember 1995 der Kowloon Walled City Park.